# Язовир
Язовирът, наричан и водохранилище, е изкуствен воден басейн, създаден чрез изграждане на язовирна стена, която прегражда вода от даден водоизточник. Язовирите се създават, за да осигурят питейна вода на населението, да подсигурят вода за поливане в селското стопанство например, да се използват за енергийни нужди и други.
В някои язовири се извършва зарибяване, както и стопански и любителски риболов.
Язовирът има широко приложение при регулирането на колебанията на речния отток според нуждите от вода за напояване, водоснабдяване, производство на електроенергия.
Малките речни бентови завирвания и водохранилища се наричат микроязовири, обемът вода в тях не позволява по-широкото им използване в стопанството и често подобни малки изкуствени езера се използват само за мелиорация на неголеми площи и за развъждане на риби.

## Мъртъв обем
Мъртъв обем е най-ниската част от обема на водохранилище, изравнителен басейн и други водоеми, предназначена да задържа тлакове и наноси, както и да осигурява вземане на определено количество вода. Този обем не се използва за целите, за които е построен водоемът, и се изпразва през основните изпускатели само при прегледи, поправки и други.

## Критики
Критиките към големи хидротехнически съоръжения:
- затлачване (събиращ се пясък в чашата на язовира),
- повишаването на подпочвените води,
- активизиране на свлачищата,
- спиране на миграцията на рибата (никаква (есетрова) риба не може да премине през стените),
- понижаване на кислорода във водата на реката,
- развитие на водорасли в застоялата вода на язовира,
- промяна на нивото на реката

## Язовири в България
Основна статия: Списък на язовирите в България
Някои от язовирите в България са:
- Батак
- Въча
- Бели Искър
- Белмекен
- Брягово
- Голям Беглик
- Доспат
- Душанци
- Жребчево
- Ивайловград
- Искър
- Йовковци
- Камчия
- Копринка
- Кърджали
- Малко Шарково
- Огняново
- Огоста
- Одринци
- Пасарел
- Пчелина
- Пясъчник
- Студена
- Студен Кладенец
- Съединение
- Тича
- Тополница
- Цонево
- Широка Поляна